# Ängelholms FF
Maillots
L'Ängelholms FF est un club suédois de football basé dans la ville d'Ängelholm en Suède, et fondé en 1976.

## Histoire
L'Ängelholms FF naît de la fusion entre l'Ängelholms IF et le Skörpinge GIF en 1976.
Terminant deuxième de Division 1 Norra lors de la saison 2007, l'Ängelholms FF joue sa première saison de Superettan en 2008 où il termine 5e du classement. Lors de la saison 2011 le club atteint sa meilleure position en terminant troisième de deuxième division. Le club joue neuf saisons en deuxième division avant d'être relégué à l'issue de la saison 2016.